# Arrondissements de la Somme

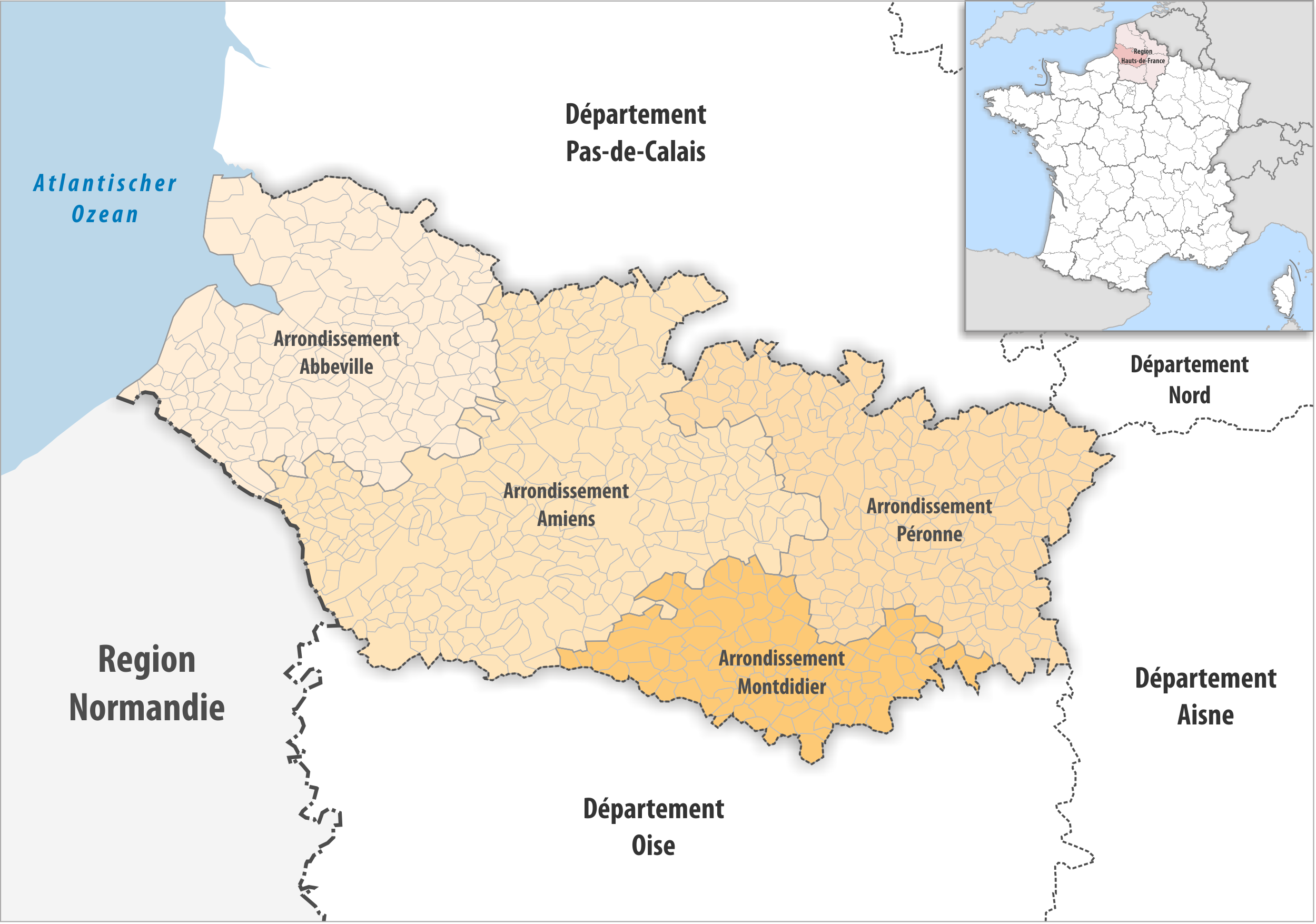
Les arrondissements de la Somme en 2019.

Le département de la Somme comprend quatre arrondissements.

## Composition
| Nom                          | Code Insee | Superficie (km2) | Population (dernière pop. légale) | Densité (hab./km2) | Modifier             |
| ---------------------------- | ---------- | ---------------- | --------------------------------- | ------------------ | -------------------- |
| Arrondissement d'Abbeville   | 801        | 1 560,60         | 121 655 (2022)                    | 78                 | modifier les données |
| Arrondissement d'Amiens      | 802        | 2 343,10         | 305 111 (2022)                    | 130                | modifier les données |
| Arrondissement de Montdidier | 803        | 781,90           | 46 804 (2022)                     | 60                 | modifier les données |
| Arrondissement de Péronne    | 804        | 1 484,60         | 91 970 (2022)                     | 62                 | modifier les données |
| Somme                        | 80         | 6 170,00         | 565 540 (2022)                    | 92                 | modifier les données |

## Histoire
- 1790 : création du département de la Somme avec cinq districts : Abbeville, Amiens, Doullens, Montdidier, Péronne
- 1800 : création des arrondissements : Abbeville, Amiens, Doullens, Montdidier, Péronne
- 1926 : suppression de l'arrondissement de Doullens.
- Au 1er janvier 2009, le canton d'Oisemont est détaché de l'arrondissement d'Amiens pour intégrer l'arrondissement d'Abbeville.
- Au 1er janvier 2017, une réorganisation des arrondissements est effectuée, pour mieux intégrer les récentes modifications des intercommunalités ; 104 communes sur 779 sont affectées : 38 passent d'Abbeville vers Amiens, 2 passent d'Amiens vers Abbeville, 5 d'Amiens vers Montdidier, 26 d'Amiens vers Péronne, 26 de Montdidier vers Péronne et 7 de Péronne vers Amiens[1].